# Cake (együttes)
A Cake együttes Kalifornia fővárosában, Sacramento-ban alakult 1991-ben. Megjelent albumaikról számos slágerük született az 1990-es és 2000-es években.
Jóllehet az együttes stílusát leginkább az alternatív és az indie rock közé teszik, mégis sokféle zenei műfajba is besorolhatjuk őket: funky, pop, jazz, rap, vagy country zene. A Cake-re jellemzőek a mulatságos dalszövegek, melyeket szójátékokkal és érdekes szinkópálással tarkít énekes-gitárosuk, John McCrea, gitárosuk, Greg Brown dallamos, torzított-gitár játéka, basszusgitárosuk, Victor Damiani és trombitásuk, Vince DiFiore hangulatos játéka. Zenei stílusuk tehát igazán egyedi.
Damianit 1997-ben Gabe Nelson váltotta fel, Greg Brownt pedig 1998-tól Xan McCurdy követte. Brown és Damiani együtt alapították meg később a Deathray nevű zenekart. Todd Roper a Comfort Eagle című lemezük után vonult vissza, hogy szülői kötelezettségeinek könnyebben tehessen eleget.
Leghíresebb slágereik közt szerepel a „The Distance”, „Never There”, „Sheep Go to Heaven”, „Rock 'n' Roll Lifestyle”, „No Phone”, „Short Skirt/Long Jacket” és Gloria Gaynor „I Will Survive” című örökzöldjének alternatív feldolgozása.
A Cake ötödik albumát (Pressure Chief) 2004. október 5-én adták ki. Ez volt az utolsó lemezük a Columbia Records számára. Ezután az együttes saját kiadót alapított Upbeat néven. 2011-ben megjelent Showroom of Compassion című lemezük a Billboard 200-as lemezeladási lista élére került, először a zenekar történetében. A 2005 októberében rögzített koncertalbumuk kiadását, melynek címe Live at the Crystal Palace, a következő évre tervezték, de csak 2014-ben látott hivatalosan napvilágot.

## Tagok
- John McCrea – ének, akusztikus gitár, orgona
- Vince DiFiore – trombita, billentyűs és ütős hangszerek
- Xan McCurdy – elektromos gitár (a Prolonging the Magic után csatlakozott)
  - eredetileg Greg Brown (a Prolonging the Magic előtt távozott, helyére McCurdy került)
- Gabe Nelson – basszusgitár (a Motorcade of Generosity után távozott, helyére Damiani került; majd visszatért a Prolonging the Magic előtt)
  - előzőleg Victor Damiani (a Prolonging the Magic előtt távozott, helyére Nelson került)
  - eredetileg Sean McFessel (a Motorcade of Generosityelőtt távozott, helyére Nelson került)
- Paulo Baldi – dob, ütős hangszerek (a Pressure Chief turné idejére csatlakozott)
  - előzőleg Pete McNeal (a Pressure Chief felvétele alatt távozott)
  - előzőleg Todd Roper (a Comfort Eagle után távozott)
  - eredetileg Frank French (a Motorcade of Generosity után távozott, helyére Roper került)

## Diszkográfia
| Év   | Cím                          | Lemezcég  |
| 1994 | Motorcade of Generosity      | Capricorn |
| 1996 | Fashion Nugget               | Capricorn |
| 1998 | Prolonging the Magic         | Capricorn |
| 2001 | Comfort Eagle                | Columbia  |
| 2004 | Pressure Chief               | Columbia  |
| 2007 | B-Sides and Rarities         | Columbia  |
| 2011 | Showroom of Compassion       | Upbeat    |
| 2014 | Live from the Crystal Palace | Upbeat    |